# Mainbrücke Haßfurt
Die Mainbrücke Haßfurt ist eine rund 100 Meter lange Straßenbrücke, die den Main bei Kilometer 355,22 überspannt. Sie überführt die Staatsstraße 2275 und verbindet die unterfränkische Kreisstadt Haßfurt mit den linksmainischen Orten Wonfurt und Knetzgau.

## Geschichte
Eine hölzerne Mainbrücke in Haßfurt wurde 1380 erwähnt. Im Verlaufe des Dreißigjährigen Krieges brannten schwedische Truppen 1632 die Brücke nieder. Aufgrund der hohen Kosten unterblieb in den folgenden Jahrhunderten ein Wiederaufbau. Stattdessen wurde ein Fährbetrieb eingerichtet. Aufgrund von wachsendem Verkehrsaufkommen, insbesondere durch die im Jahr 1852 eröffnete Bahnstrecke Bamberg–Würzburg, entschloss sich die Gemeinde im September 1864 zum Bau einer neuen Mainbrücke. Ein Jahr später folgte die öffentliche Ausschreibung. Ursprünglich war eine massive Bogenbrücke vorgesehen. Aus Kostengründen fiel die Entscheidung aber für eine eiserne Konstruktion, bei der die Pfeiler und Widerlager aus Mauerwerk bestanden.
Mit dem Überbau beauftragte die Gemeinde die Nürnberger Eisengießerei Klett & Comp., die spätere Maschinenfabrik Augsburg-Nürnberg (MAN). Zur Ausführung kam nach einem Entwurf von Heinrich Gerber die von ihm entwickelte Tragkonstruktion einer Auslegerbrücke.
Zusammen mit der gleichzeitig errichteten Sophienbrücke, der heutigen Luitpoldbrücke, in Bamberg war es die erste Gerberträgerkonstruktion in Deutschland. Die Fahrbahn wurde mit einem Holzbohlenbelag ausgeführt. Schwere Fahrzeuge verursachten auf diesem großen Lärm, was im Volksmund zu dem Namen „Donnerbrücke“ führte. Am 24. Juni 1867 wurde die Mainbrücke feierlich eröffnet. Die Baukosten betrugen 107.000 Gulden, davon musste die Gemeinde 97.000 Gulden übernehmen. Das zugehörige Darlehen war mit jährlichen Raten in Höhe von 5.000 Gulden zurückzuzahlen. Die Finanzierung erfolgte über den Brückenzoll, der 1935 nach der Übernahme der Baulast durch den bayerischen Staat wegfiel. In Ergänzung wurde 1888 eine 235 m lange Flutbrücke im südlichen Vorland als 20-feldrige Gewölbebrücke errichtet.
Am 11. April 1945 sprengte die Wehrmacht den Mittelteil der Mainbrücke. Mit einem intakten mittleren Teil der gesprengten Mainbrücke Bergrheinfeld konnte 1946 das Bauwerk für 30.000 Reichsmark wieder aufgebaut und am 10. November 1946 eröffnet werden. Dabei ging aber die ursprünglich filigrane Konstruktion der Brücke teilweise verloren.
Im Rahmen des Ausbaus des Mains zur Großschifffahrtsstraße wurde die Brücke von 1864 durch einen Neubau ersetzt. Dafür ließ die Straßenbauverwaltung vor dem Abbruch 1960/1961 eine behelfsmäßige Notbrücke in paralleler Lage errichten. Das neue Bauwerk mit neuen Pfeilern wurde am 20. Oktober 1963 eingeweiht.
Die beiden Flusspfeiler von 1963 befinden sich im Gefährdungsraum der Schifffahrt. Bei einem Schiffsanprall ist ein Bauteilversagen möglich. Zusätzlich hat die Brücke Schäden. Daher soll sie Mitte der 2020er Jahre durch einen Neubau ersetzt werden.

## Brückenkonstruktion von 1864

Brückenkonstruktion von 1864

Die 85,7 m lange, dreifeldrige Brücke aus Schweißeisen hatte in den beiden Randfeldern eine Stützweite von 23,9 m und im mittleren Feld von 37,90 m. Das statische System der Fachwerkbrücke mit untenliegender Fahrbahn und polygonalen Obergurten war in Längsrichtung der Gerberträger. Der Einhängeträger in Brückenmitte spannte 23,1 m weit.

## Brückenkonstruktion von 1963
Es ist ein dreifeldrige Stahlverbundkonstruktion, ein Plattenbalken mit zwei Längsträgern. Die rund 100 m lange Balkenbrücke mit einer maximalen Stützweite von etwa 42 m überführt zwei Fahrstreifen und beidseitig Gehwege.